# Gulella ndamanyiluensis
Gulella ndamanyiluensis é uma espécie de gastrópode da família Streptaxidae.
É endémica da Tanzânia.